# ميكي بينيت
ميكي بينيت (بالإنجليزية: Mickey Bennett)‏ (27 يوليو 1969 في المملكة المتحدة - ) هو لاعب كرة قدم بريطاني في مركز الوسط. شارك مع منتخب إنجلترا تحت 19 سنة لكرة القدم. أما مع النوادي، فقد لعب مع برايتون أند هوف ألبيون وتشارلتون أثلتيك وكارديف سيتي ونادي برينتفورد ونادي ليتون أورينت ونادي ميلوول ونادي ويمبلدون وكانفي آيلاند ونادي كامبريدج ستي.

## وصلات خارجية
- ميكي بينيت على موقع قاعدة بيانات كرة القدم.إي يو (الإنجليزية)
- ميكي بينيت على موقع Soccerbase.com (لاعب) (الإنجليزية)
- ميكي بينيت على موقع عالم كرة القدم.نت (الإنجليزية)